# Шахтар (волейбольний клуб, Донецьк)
«Шахтар» (Донецьк) — волейбольний клуб із Донецька, триразовий чемпіон і багаторазовий призер чемпіонату УРСР і України. Останній чемпіон СРСР.

## Історія
Волейбольний клуб «Шахтар» виступав у вищий лізі чемпіонату УРСР, першій і вищій лігах (п'ять сезонів) чемпіонату СРСР, вищий лізі чемпіонату України.
Донецький «Шахтар» є триразовим чемпіоном і багаторазовим призером чемпіонату УРСР і України.
В 1991 році команда виборола срібні медалі в чемпіонаті СРСР з волейболу серед чоловіків.
В 1992 році команда виграла золоті медалі чемпіонату СНД з волейболу серед чоловіків і стала єдиним українським клубом — чемпіоном на теренах колишнього СРСР. За команду грали: Ігор Лободюк, Віктор Коломоєць, Андрій Якубовський, Віктор Ковтун, Євген Мироненко, Олександр Шадчин, Юрій Коров'янський, Валдис Лаускис. Головний тренер — Анатолій Проскурівський.
Майже всі гравці старого складу почали виступати в закордонних клубах, у клубу були проблеми з фінансами й команда припинила своє існування.

## Досягнення
Чемпіонат СРСР/Вища ліга:
- Чемпіон (1): 1992
- Срібний призер (1): 1991.

Чемпіонат УРСР
- Чемпіон (2): 1974, 1990.
- Срібний призер (3): 1969, 1989, 1991.
- Бронзовий призер (4): 1983, 1985, 1986, 1988.

Кубок УРСР
- Володар (1): 1991.
- Фіналіст (2): 1989, 1990.

Чемпіонат України:
- Чемпіон (2): 1992, 1993.
- Бронзовий призер (1):1995.

Кубок України:
- Володар (1): 1994.

- Неодноразовий учасник Кубка європейських чемпіонів, Кубка володарів кубків і Кубка ЄКВ.

### Гравці
- Віталій Осипов[4]
- Микола Пасажин[5]
- Володимир Гудима